# Kopečky u Únanova
Kopečky u Únanova este o arie protejată (arie specială de conservare — SAC, sit de importanță comunitară — SCI) din Republica Cehă întinsă pe o suprafață de 4,93 ha, integral pe uscat.

## Localizare
Centrul sitului Kopečky u Únanova este situat la coordonatele 48°54′36″N 16°04′22″E / 48.91°N 16.072778°E.

## Înființare
Situl Kopečky u Únanova a fost declarat sit de importanță comunitară în aprilie 2005 pentru a proteja 1 specie de plante. Situl a fost protejat și ca arie specială de conservare în februarie 2014.

## Biodiversitate
Situată în ecoregiunea continentală, aria protejată nu include niciun habitat protejat.
La baza desemnării sitului se află o specie protejată de  plante: sisinei (Pulsatilla grandis).